# Al Solo
Al Solo, de son nom civil Albert Evgenievitch Krasnov (Альбе́рт Евге́ньевич Красно́в ; né le 11 novembre 1977 à Novotcheboksarsk, en RSFS de Russie), est un rappeur, auteur-compositeur, producteur russe, rédacteur en chef de Hip-Hop Info et des magazines 100%, PDG du label 100Pro, fondateur et ancien membre du groupe de hip-hop Belye brat'ja, ancien membre de l'association hip-hop Burlaki na Volge, membre actuel et principal beatmaker du groupe Bad Balance.
Au début des années 1990, Albert Krasnov commence à s'adonner au breakdance, à la suite de quoi il forme en 1994 le groupe Belye brat'ja, avec lequel il remporte la première place au festival régional de la jeunesse Startinejdžer. Fin 1995, le groupe devient un groupe et, trois ans plus tard, ils prennent la deuxième place au festival international annuel Rap Music '98. Belye brat'ja compte deux albums, Po belomu čërnym (1998) et Krutym parnjam solnce svetit vsegda! (2001), dont le dernier est placé par le portail Rap.ru dans la liste des principaux albums du hip-hop russe.

## Biographie

### Belye brat'ja
Le 19 février 1994, Krasnov se produit au sein du groupe de breakdance Belye brat'ja au festival régional de la jeunesse Startinejdžer, où le crew prend finalement la première place. L'équipe était composée de six personnes : Albert Krasnov (« El »), Sergei Mikhailov (« MukhAmoR »), le professeur de danse « PaPa », « Stark » et deux autres membres qui ont ensuite quitté l'équipe. Plus tard, Evgeny Vasiliev (« Lénine ») rejoint le crew. Le groupe danse pendant deux ans, après quoi il devient un groupe de hip-hop. Toute la musique et les paroles du groupe sont écrites par une seule personne, El. Par la suite, Mikhail Katsman invite le groupe à devenir leur producteur. Le 13 décembre 1998, le trio prend la deuxième place au festival Rap Music ,.
Le premier album des Belye brat'ja intitulé Belye bratʹja sort à Sheboksary en petite édition par le label KM PRO le 24 décembre 1998 avec le soutien de Pavian Records. À l'été 1999, Belye brat'ja rejoint le collectif de hip-hop Krutym parnjam solnce svetit vsegda!. En mai 2001, le label Studio Mixmedia sort un deuxième album intitulé Studija Miksmedia. À l'automne 2001, El et MukhAmoRee se disputent, à la suite de quoi le groupe cesse d'exister.

### Carrière solo
Fin 2001, Vlad « Sheff » Valov invite Al à écrire le huitième numéro du magazine Hip-Hop Info, publié en février 2002. Là, pour la première fois, une déclaration est publiée selon laquelle « El Which » est un nouveau membre de Bad Balance. Dans le même temps, Krasnov change son pseudonyme de « El Which » à « El Solo »,.
En 2002, Sheff» et Al Solo créent le label 100Pro et louent un bureau en face de GUM, où au début ils produisaient uniquement le magazine 100%, dont Al était l'éditeur. Ensuite, Sheff trouve un investisseur, grâce auquel ils ouvrent un magasin de vêtements, appelé 100%, dans le même immeuble, doté de deux étages, et au troisième étage de l'immeuble il y a un bureau « 100% » et plus tard un un studio d'enregistrement est construit. L'album suivant de Bad Balance, Malo-po-malu (2003), est enregistré dans ce studio. Ici, Al Solo commence à écrire son album solo. En 2003, Al Solo participe à l'enregistrement des albums de SSheff, Bad B., X-Team, Y.G., Zloj Duh, et produit également le groupe de hip-hop Soldaty betonnoj liriki,.

## Discographie

### Albums studio
- 2004 : Ona byla sukoj
- 2010 : Šik

### Compilations
- 2015 : Fity

### Avec Bad Balance
- 2003 : Malo-po-malu
- 2007 : Legendy gangsterov
- 2009 : Semero odnogo ne ždut
- 2012 : World Wide
- 2013 : Kriminal 90-h
- 2014 : Severnaja mistika
- 2016 : Politika
- 2021 : Iz andegraunda